# Далецкая, Христина
Христина Далецкая, Кристина Далецка (укр. Христина Далецька, 6 декабря 1984, Львов) — украинская оперная певица (меццо-сопрано), живёт в Швейцарии.

## Биография
С 4 лет училась игре на скрипке у своей матери, скрипачки и педагога Оксаны Трунько, руководившей Львовским струнным ансамблем. Выступала как скрипачка со Львовским государственным симфоническим оркестром.
С 2003 живёт в Швейцарии. Училась вокалу в Цюрихе у Рут Ронер, посещала мастер-классы Кристы Людвиг, Томаса Квастхоффа, Марьяны Липовшек, Михаэля Шаде. С 2005, помимо Швейцарии, выступала с концертами во Франции, Польше, Германии, Испании, Австрии, Канаде.

## Репертуар
В репертуаре певицы — оперные партии и вокальные сочинения Пёрселла, Генделя, Баха, Моцарта, Бетховена, Беллини, Шумана, Мендельсона, Берлиоза, Вагнера, Верди, Бизе, Пуччини, Брамса, Дворжака, Чайковского, Рахманинова, Дебюсси, Рихарда Штрауса, Яначека, Берга, Прокофьева, Шостаковича, Лучано Берио, Родиона Щедрина, Софии Губайдулиной, Виктории Полевой, Мирослава Скорика и др.

## Творческое сотрудничество
Работала с такими дирижёрами, как Томас Хенгельброк, Айвор Болтон, Дэниел Хардинг, Теодор Курентзис.